# Série 1500 de FEVE
La Série 1500 est une série de locomotives diesel utilisées en Espagne, numérotée ainsi par la FEVE du Chemin de fer de La Robla qu'il a absorbé en 1972, et d'autres acquises au Chemin de fer du Tajuña.

## Histoire

### Les GECos
Les GECo, dénomination habituellement donné à ces locomotives (acronyme de Général Electric Company, son fabricant) ont été acquises en tant que partie d'un plan de modernisation selon lequel des Chemins de fer de La Robla prévoyait de supprimer définitivement la traction à vapeur, puisque les locomotives diesel reçues jusqu'à ce moment (1000 Alsthom et 1150 Creusot) étaient insuffisantes tant en nombre qu'en puissance pour couvrir le trafic. En octobre 1964 on a contracté leur achat avec l'entreprise Général Electric Company d'Irlande, pour un coût de 1.325.660,34 USD. Ces locomotives appartiennent au modèle unifié U-10B de cette entreprise dans leur version de voie métrique. Ce modèle circulait déjà sur des lignes de divers pays du monde avec d'excellents résultats.
Les six premières locomotives sont déjà embarquées en décembre 1964, et les quatre restantes en mars 1965. Depuis leur arrivée ils ont formé l'épine dorsale de ce que l'on appellera le houiller, mettant un terme à la traction à vapeur dans leur ligne principale. Celles-ci resteront cependant réduites à de petites branches minières. Dès le début le personnel ferroviaire a apprécié son confort, sa fiabilité et sa stabilité, ainsi que par des amateurs pour la grande impression qu'elles dégageait dans sa marche. Elles sont connues des ferroviaires comme les Jaunes ou Américaines, dans le premier cas pour leur décoration et dans le deuxième pour leur origine.
Quand l'entreprise passera aux mains de la FEVE, en 1972, tout son parc moteur, dont les 1500, passe aussi à l'entreprise étatique, changeant sa numérotation primaire 501-510 à 1501-1510, en suivant l'ordre original. Au contraire des autres locomotives, comme les Alsthom, les Creusot ou les Tracteurs, les Américaines ont même conservé sa décoration originale en faisant partie du parc de la FEVE.
En 1987 elles subissent leur première réforme depuis leur arrivée en Espagne, où on leur remplace le moteur original Caterpillar 398B de 1050 CV par un autre Caterpillar, le 3512 de la série 65z, également un V12, mais qui rendait une puissance de 1300 cv. Certaines des locomotives perdent alors pour la première fois leur décoration originale de La Robla pour celles des locomotives de la FEVE, avec un fond blanc et bandes horizontales grenat et orange.

### Les Tajuñas

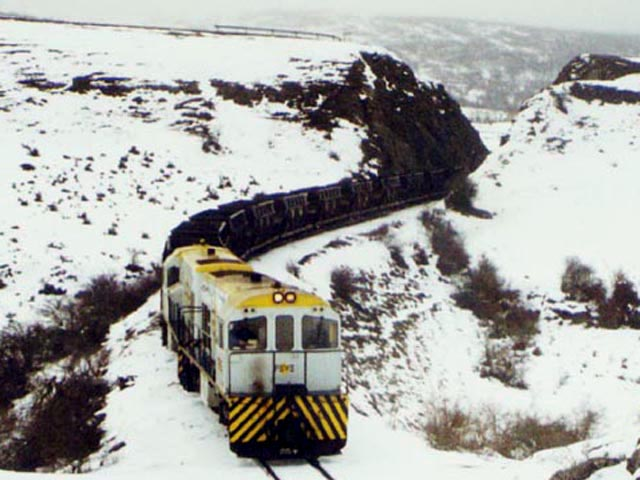
Deux locomotives 1500 avec un convoi de charbon sortant d'une tranchée du Chemin de fer de La Robla, près de Mataporquera, en 1998.

Elles sont fabriquées en 1974 pour le Chemin de fer du Tajuña, également de voie métrique, dans lequel on prétendait moderniser la traction, composée jusqu'alors par des locomotives à vapeur et d'Alsthom série 1000. Là on les a numérotées en série 1401 à 1405.
La série est composée de cinq unités, appartenant au modèle U-11B de General Electric, mais construites sous licence dans l'usine Babcock and Wilcox de Sestao, qui montaient un moteur français construit par SEMT Pielstick, contrairement aux GECo de La Robla de Caterpillar. Ce moteur livrait une puissance de 1200 cv, supérieure aux Américaines, mais avec une fiabilité très inférieure à celles des Caterpillar Américain. Dans le Tajuña on charge des trains de marchandises plus lourds, jusqu'à la fermeture de la ligne.
En restant inutilisées dans le Tajuña, les cinq locomotives sont acquises par la FEVE en 2000 et sont transférées à Balmaseda pour effectuer les réformes nécessaires pour circuler sur les lignes de la zone nord de FEVE. Dans l'atelier de Balmaseda elles sont remotorisées avec des Caterpillar 3512 identiques à ceux installés dans les originaux, en plus d'être réadaptées sur les flancs pour s'adapter au gabarit de La Robla. On leur change alors la numérotation 1401-1405, qui coïncidait avec les Henschel de FEVE, par une suite de la 1500, 1511 à 1515. Comme elles allaient être réformées elles allaient rejoindre les GECo´s et souvent en formant des compositions multiples vu la compatibilité entre ces machines. Jusqu'en 2004 les Tajuñas maintiendront leur base à Balmaseda, faisant partie de divers dépôts comme Cistierna, Santander et El Berrón.

## Sources

### Traduction
- (es) Cet article est partiellement ou en totalité issu de l’article de Wikipédia en espagnol intitulé « Serie 1500 de FEVE » (voir la liste des auteurs).
- Le contenu de cet article intègre du matériel d'une entrée de Chemin de fer publié en espagnol sous la licence Creative Commons Compartir-Igual 3.0

## Voir également
- Série 1000 de FEVE
- Série 1600 de FEVE
- Série 1900 de FEVE
- Série 2400 de FEVE
- Série 2600 de FEVE
- Série 2700 de FEVE
- Disposition des essieux
- Classification des locomotives